# ۱۷۵۱ (میلادی)
۱۷۵۱ (میلادی) هزار و هفتصد و پنجاه و یکمین سال تقویم میلادی است.

## زادگان
- ۱۶ مارس – جیمز مدیسون، دیپلمات، فیلسوف، نویسنده، و سیاست‌مدار آمریکایی (د. ۱۸۳۶)

## درگذشتگان
- ۳۰ اوت – کریستوفر پلهم، فیزیک‌دان و مخترع سوئدی (ز. ۱۶۶۱)